# Обојени Кејпа
Обојени Кејпа (афр. Kaapse Kleurling, енгл. Cape Coloureds) су етничка и расна група Јужноафричке Републике, која чини већинско становништво у покрајинама Западни Кејп и Северни Кејп. Представљају мешану расну групу познату као Мулати, односно мешане потомке европских (углавном холандских) досељеника и афричких (углавном хотентотских) староседелаца. Већина их говори африканерски језик, док мањи део говори енглески. Оба језика спадају у германску групу индоевропске породице језика. По вероисповести су претежно хришћани. У Јужноафричкој Републици их има око 4.053.000.

## Порекло
Према једној студији Обојени Кејпа потичу од:
- Којсанских народа: (32–43%)
- Банту народа: (20–36%)
- Западноевропских народа: (21–28%)
- Јужно и југоисточноазијских народа: (9–11%)